# Donja Bebrina
Donja Bebrina je naselje u Brodsko-posavskoj županiji, u općini Klakar.

## Zemljopis
Donja Bebrina se nalazi istočno od Slavonskoga Broda, susjedna naselja su Klakar na zapadu te Trnjanski Kuti na sjeveru.

## Stanovništvo
Prema popisu stanovništva iz 2011. godine Donja Bebrina je imala 425 stanovnika. 
| broj stanovnika | 810   | 829   | 761   | 814   | 833   | 849   | 722   | 693   | 627   | 669   | 627   | 545   | 459   | 483   | 469   | 425   | 378   |
|                 | 1857. | 1869. | 1880. | 1890. | 1900. | 1910. | 1921. | 1931. | 1948. | 1953. | 1961. | 1971. | 1981. | 1991. | 2001. | 2011. | 2021. |

## Poznate osobe
- Simo Blaževac, političar

## Sport
- NK Mladost Donja Bebrina, nogometni klub

## Vanjske poveznice
- O Donjoj Bebrini na općinskim stranicama  Arhivirana inačica izvorne stranice od 1. listopada 2008. (Wayback Machine)